# Carme Barceló i Crespo
Carme Barceló i Crespo   (Barcelona, 15 de juliol de 1964) és una periodista esportiva catalana.

## Trajectòria
Va començar la seva carrera professional el 1985 a Mundo Deportivo. Posteriorment va treballar al Fòrum Samitier, un grup d'opinió culer al voltant de la figura de Jaume Llauradó, del 1994 al 1997, i a la redacció d'esports de Televisió de Catalunya. Després va ser cap de premsa i relacions públiques del Grup DiR entre 1998 i 2011. En aquesta mateixa etapa, va col·laborar com a tertuliana al programa de televisió Punto pilota d'Intereconomía. També va ser col·laboradora de Canal+ i Barça TV. A la ràdio ha estat comentarista dels partits del Barça a SER Catalunya.
Més endavant va ser col·laborara a la tertúlia El chiringuito de Jugones de Mega, i ha escrit articles per al diari Sport i la revista Woman.